# Mesomys leniceps
Mesomys leniceps е вид бозайник от семейство Бодливи плъхове (Echimyidae).

## Разпространение
Видът е разпространен в Перу.